# Nebezpečný klient
Nebezpečný klient (v anglickém originále The Client) je americký filmový thriller z roku 1994, jehož režie se ujal Joel Schumacher a scénáře Akiva Goldsman a Robert Getchell. Hlavní role hrají Susan Sarandon, Tommy Lee Jones, Brad Renfro, Mary-Louise Parker, Anthony LaPaglia, Anthony Edwards a Ossie Davis. Je inspirován stejnojmenným románem od Johna Grishama. Film měl premiéru dne 20. července 1994 ve Spojených státech. V České republice měl premiéru dne 17. listopadu 1994.  

## Obsazení
- Susan Sarandon jako Regina „Reggie“ Love
- Tommy Lee Jones jako reverend Roy Foltrigg
- Brad Renfro jako Mark Sway
- Mary-Louise Parker jako Dianne Sway
- David Speck jako Ricky Sway
- Anthony LaPaglia jako Barry Muldano
- J. T. Walsh jako Jason McThune
- Anthony Heald jako Larry Trumann
- Bradley Whitford jako Thomas Fink
- Kim Coates jako Paul Gronke
- Anthony Edwards jako Clint Von Hooser
- Ossie Davis jako soudce Harry Roosevelt
- William Sanderson jako Wally Boxx
- Walter Olkewicz jako W. Jerome "Romey" Clifford
- Will Patton jako seržant Hardy
- Ron Dean jako Johnny Sulari
- Dan Castellaneta jako Slick Moeller
- William H. Macy jako Dr. Greenway

## Přijetí

### Tržby
Film vydělal přes 92 milionů dolarů ve Spojených státech amerických a dalších 25 milionů dolarů v dalších oblastech. Celkově tak vydělal přes 117 milionů dolarů.

### Ocenění a nominace
| Ocenění                                 | Kategorie                                     | Nominovaní     | Výsledek  |
| --------------------------------------- | --------------------------------------------- | -------------- | --------- |
| Blockbuster Entertainment Awards        | Nejoblíbenější herečka                        | Susan Sarandon | nominace  |
| Filmová cena Britské akademie           | Nejlepší ženský herecký výkon v hlavní roli   | Susan Sarandon | vítězství |
| Chicago Film Critics Association Awards | Nejslibnější herec                            | Brad Renfro    | nominace  |
| Screen Actors Guild Awards              | Nejlepší ženský herecký výkon v hlavní roli   | Susan Sarandon | nominace  |
| Oscar                                   | Nejlepší ženský herecký výkon v hlavní roli   | Susan Sarandon | nominace  |
| Young Artist Awards                     | Nejlepší herecký výkon mladého herce ve filmu | Brad Renfro    | vítězství |

## Televizní adaptace
Během let 1995 až 1996 se vysílal stejnojmenný televizní seriál, ve kterém hlavní role hráli JoBeth Williams a John Heard. Ossie Davis si zopakoval svou roli soudce Harryho  Roosevelta z filmu. Seriál byl po první řadě zrušen. 